# Monuments nationaux de Zenica
Cet article recense les monuments nationaux situés sur le territoire de la ville de Zenica en Bosnie-Herzégovine et dans la fédération de Bosnie-et-Herzégovine. La liste établie par la Commission pour la protection des monuments nationaux compte 9 monuments nationaux inscrits sur la liste principale.

## Monuments nationaux
| Monument                                           | Localité  | Géolocalisation | Datation                                  | Commentaire éventuel                           | Photo |
| -------------------------------------------------- | --------- | --------------- | ----------------------------------------- | ---------------------------------------------- | ----- |
| Église de la Nativité-de-la-Mère-de-Dieu de Zenica | Zenica    |                 | 1883-1885                                 | Église orthodoxe serbe                         |       |
| Église Saint-Élie de Zenica                        | Zenica    |                 | 1908-1910                                 | Église catholique ; avec la maison paroissiale |       |
| Usine de papier Papirna                            | Zenica    |                 | 1889                                      |                                                |       |
| Plaque du Grand juge Gradeša                       | Zenica    |                 | XIIe siècle ; époque du ban Kulin         | Dans le Musée municipal de Zenica              |       |
| Mosquée Sejmen                                     | Zenica    |                 | Période ottomane                          | Site et vestiges de l'ensemble architectural   |       |
| Vieille mosquée d'Orahovica                        | Orahovica |                 | ?                                         | Avec son harem                                 |       |
| Forteresse de Vranduk                              | Vranduk   |                 | Moyen Âge, période ottomane               |                                                |       |
| Mosquée du Sultan Ahmed                            | Zenica    |                 | 1675 ; remaniements par la suite          | Avec la médersa                                |       |
| Ancienne synagogue de Zenica                       | Zenica    |                 | Fin du XIXe siècle ou début du XXe siècle |                                                |       |